# Boulevard Daloz

Le boulevard Daloz est une voie du Touquet-Paris-Plage dans le département du Pas-de-Calais.

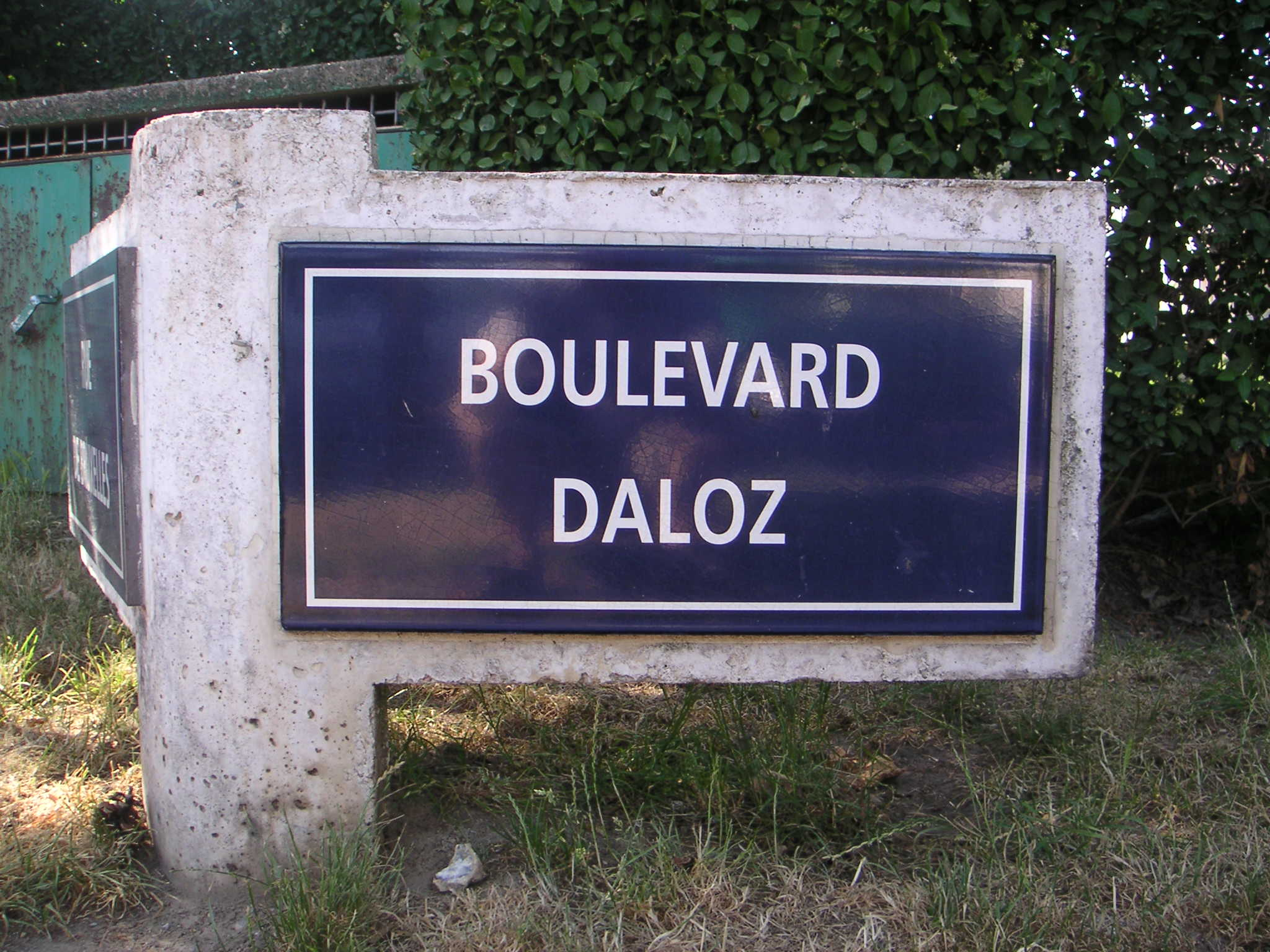
Plaque côté mer.

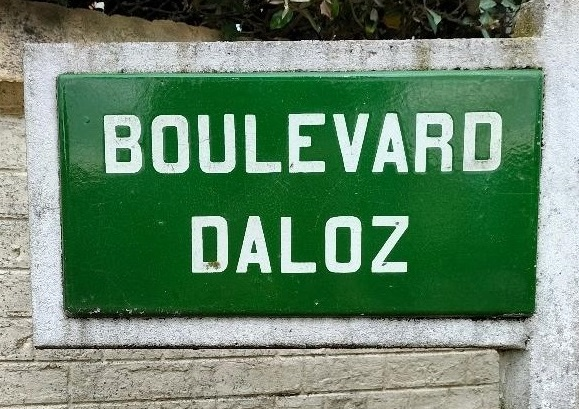
Plaque côté forêt.

Ce boulevard doit son nom au fondateur de la station balnéaire Alphonse Daloz et sa notoriété au fait qu'il relie les deux parties de la commune : la partie Ouest, côté mer (plaques de rues de couleur bleue), et la partie Est, côté forêt (plaques de rue de couleur verte).

## Origine du nom
Alphonse Daloz (1800-1885) est le créateur de la forêt du Touquet, à l'origine de Paris-Plage puis du Touquet-Paris-Plage.

## Localisation
Le boulevard Daloz sépare la commune en deux parties : la partie Ouest, côté mer, et la partie Est, côté forêt.

## Entretien et travaux

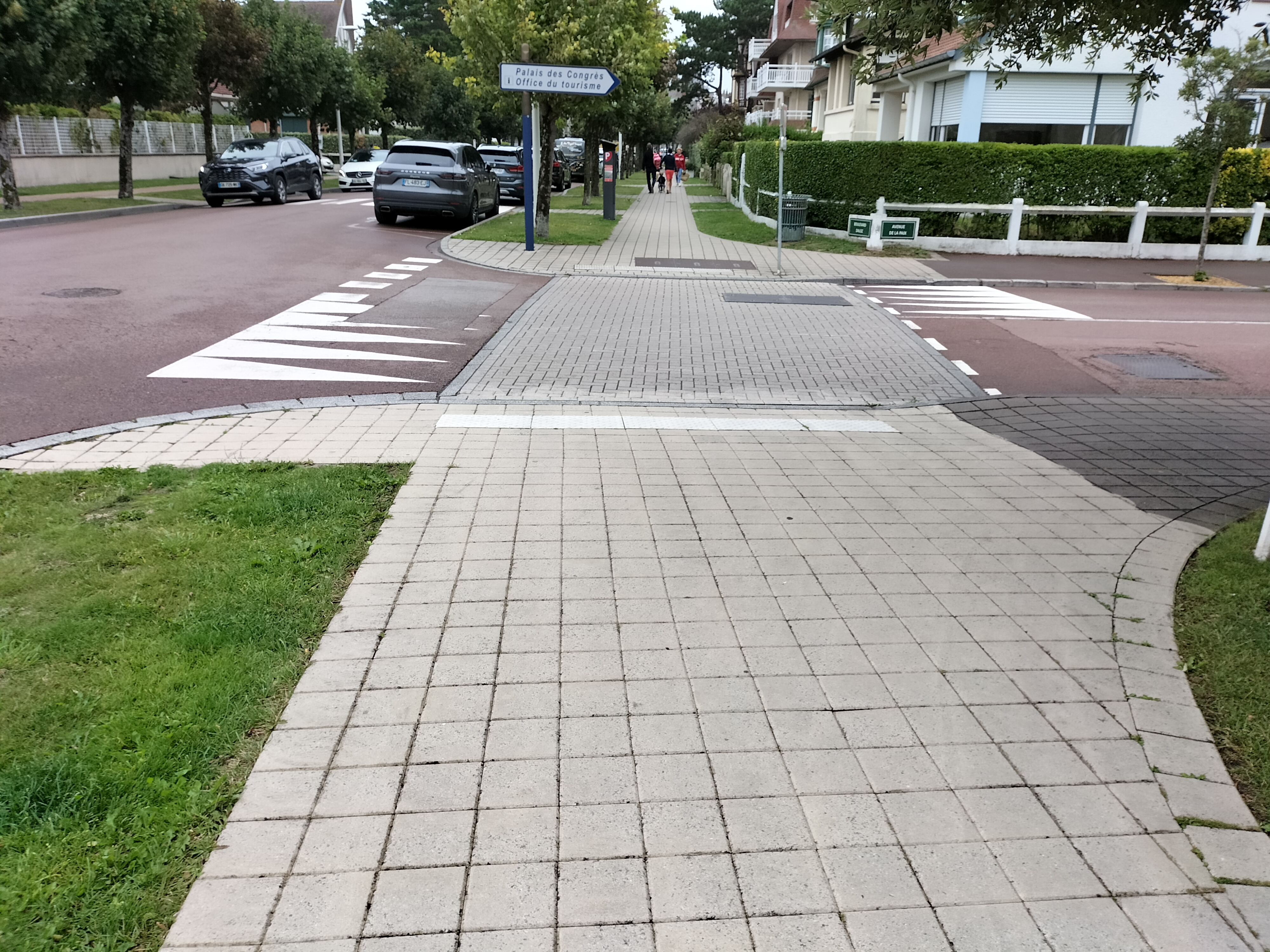
Décapage des trottoirs du boulevard Daloz en juin 2023 : à droite, trottoir non décapé de l'avenue de la Paix.

En 2018, la voirie du boulevard Daloz est refaite en totalité (trottoirs et chaussée) à la suite de l'enfouissement des réseaux électriques, haute et basse tension, de l'éclairage public, etc,.
Lors des très grosses pluies d'août 2019, le boulevard Daloz est inondé de façon très importante.
En mars 2021, l'ensemble des bordures des pelouses sur les trottoirs sont refaites.
En mars 2023, des travaux de réfection des bordures et de l'enrobé rouge sont réalisés à la suite du gel de l'hiver et des intempéries.
En juin 2023, une opération de décapage des trottoirs, rue par rue, a lieu du boulevard Daloz au boulevard Pouget.

## Constructions du côté impair

### Rond-point
- no 1 (lot 75) - villa Relâche[8].
- no 3 (lot 73) - villa fin XXe siècle.
- no 5 (lot 72) - villa dont le nom Sheerdan a disparu avec les rénovations.
- no 7 (lot 69) - villa Madeleine fin XXe siècle[DVF 1].
- no 9 (lot 68) - villa dont le nom Gisco a disparu avec les rénovations.
- no 11 (lot 57) - villa Claudy Cottage[8] dont la Fondation du patrimoine a sélectionné les clôtures comme « clôture remarquable »[9].

### Intersection avec l'avenue Joseph-Duboc
- no 13 (lot 56) - villa Stella[8], anciennement nommée Sans façon. Cette villa a été construite par l'entreprise Pentier frères, sur les plans de l'architecte Louis Quételart[10].
- no 15 (lot 55) : villa rénovée en 2024, un cadran solaire « Le temps fuit » est installé en façade.

### Intersection avec l'avenue des Trois Martyrs
- no 17-19 (lots 35 et 34) - villa scindée en deux lots : villa Parisette[8] au no 17 et villa Brocantelle[11] au no 19.
- no 19 bis-19 ter (lots 33 et 32) - bâtiment récent, scindé en deux villas Ja-ba et Première étoile[8].

### Intersection avec l'avenue Léon-Garet
- no 21 (lot 27) - villa Little Castle[8] (après Dame Blanche), due à l'architecte Albert Pouthier[12], construite en 1911. Cette villa est le siège d' « Art Vocal Association »[13] ;
- no 23 (lot 26) - villa Vancouver[8] d'une architecture moderne[14]. La revue Maison et Jardin-- en fait une description en 1956[15].
- no 25 (lot 25) - villa dont le nom Cap au vent a disparu avec les rénovations.

### Intersection avec l'avenue de Bruxelles
- no 27 (entrée avenue de Bruxelles) - villa dont le nom Les Pins a disparu avec les rénovations.

### Intersection avec l'allée du Verger
L'ensemble de cet espace a été rénové en 2013-2014 : « Beaucoup de Touquettois se demandent ce que va devenir cette grande villa de pierre en travaux à l'intersection du boulevard Daloz et de l'avenue du Verger. En fait le projet Fleur de thé, du nom de la villa en question, est une collaboration entre le propriétaire, Philippe Bourgeois, et l'équipe municipale. Le permis de construire garde l'esprit de la villa […]. La municipalité souhaite rénover cette intersection. La circulation - piétons, voitures, navettes et taxis - n'est pas fluide. En plus, il faut relier la rue Saint-Jean à l'avenue du Verger[…]. En plus, de l'autre côté de la rue Saint-Jean, il y la place du Centenaire, toute neuve. Il faut donc une place des deux côtés, côté mer et côté forêt. […] Le sol et les assises rappelleront à la fois les pierres de la villa et les pavés gris des trottoirs de la place du Centenaire ».
En 2023, cet espace est composé d'une place nommée « square Robert-Lassus » et de la villa Fleur de thé construite sur les plans de l'architecte Anatole Bienaimé, avec au rez-de-chaussée : le commerce « Maje ».

### Intersection avec l'avenue Saint-Jean

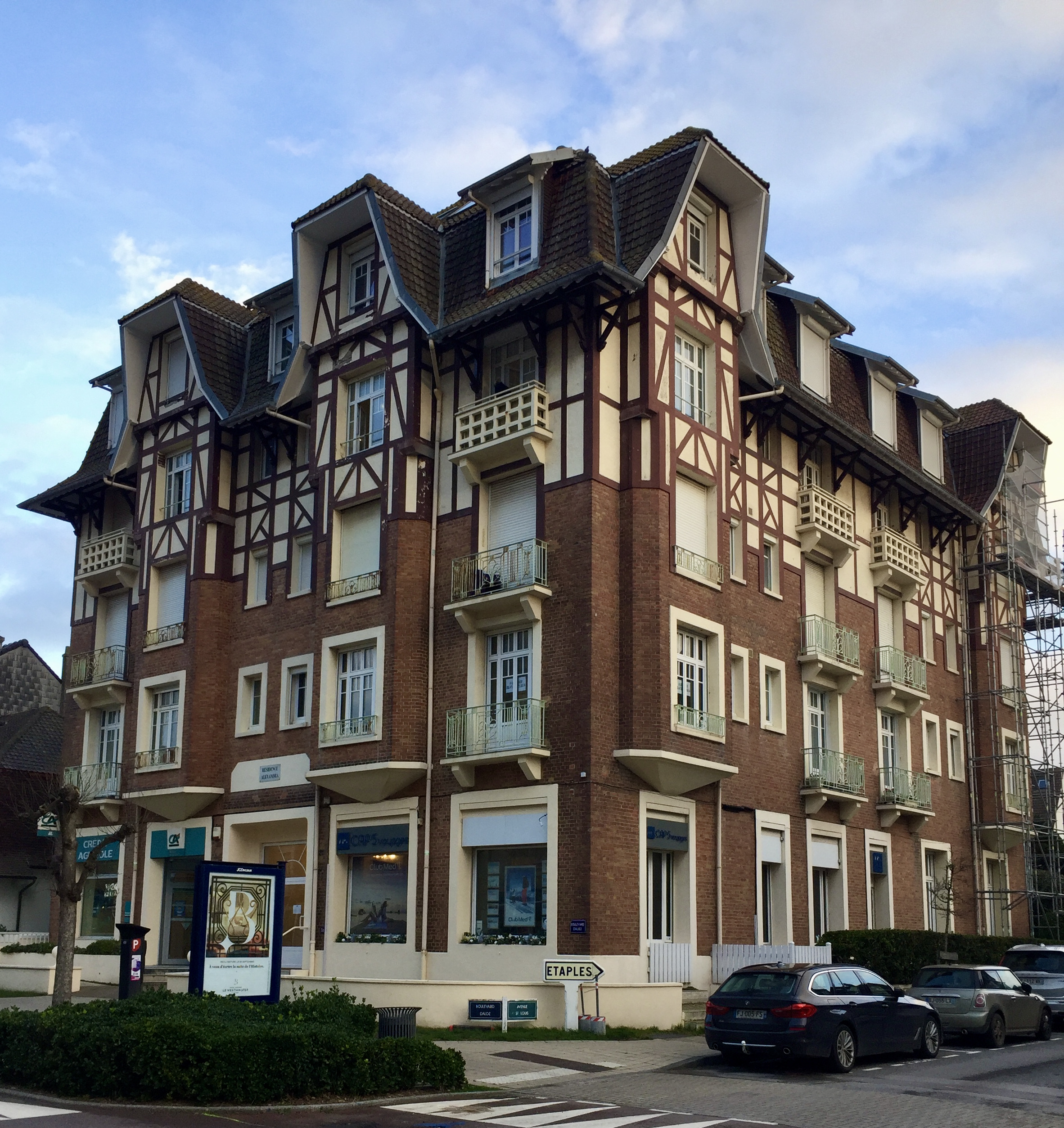
La résidence Alexandra.

- no 33 bis (lot 360) - villa construite en 1930[I 1] dont le nom Saint-Maurice a disparu lors d'une rénovation, la dernière (peintures extérieures) date de 2021. Son entrée se situe au no 6 avenue Saint-Jean). En 2023, le commerce au rez-de-chaussée est Tommy Hilfiger et auparavant Bleu Touquet.
- no 33 (lot 412) - villa construite en 1930[I 1]. anciennement nommée Blanc de Blancs. Au rez-de-chaussée, commerce : Bike for You.
- no 35 (lot 358) - villa construite en 1927[I 2].
- no 37 (lot 357) - villa dont le nom Jalna a été effacé lors d'une rénovation.
- no 39 (lot 429) - résidence Alexandra[8]. Cette résidence est l'ancien « hôtel Alexandra » construit en 1929 sur les plans de l'architecte Élie Chorein. Au rez-de-chaussée, deux commerces : agence du Crédit agricole, agence de voyages Cap5-Voyages (qui a succédé à l'office notarial de maître Brackman, notaire jusqu'au 5 décembre 1986[18]).

### Intersection avec l'avenue Saint-Louis
- no 41-43 (lots 338 et 337) - construction ancienne construite sur les plans de l'architecte Léon Hoyez[19], scindée en deux lots : 
  - au no 41 (entrée au no 2 de l'avenue Saint-Louis) - villa Les Ibis[8] ;
  - au no 43 - villa Les Dacnis[8].

### Intersection avec l'avenue Raymond-Lens

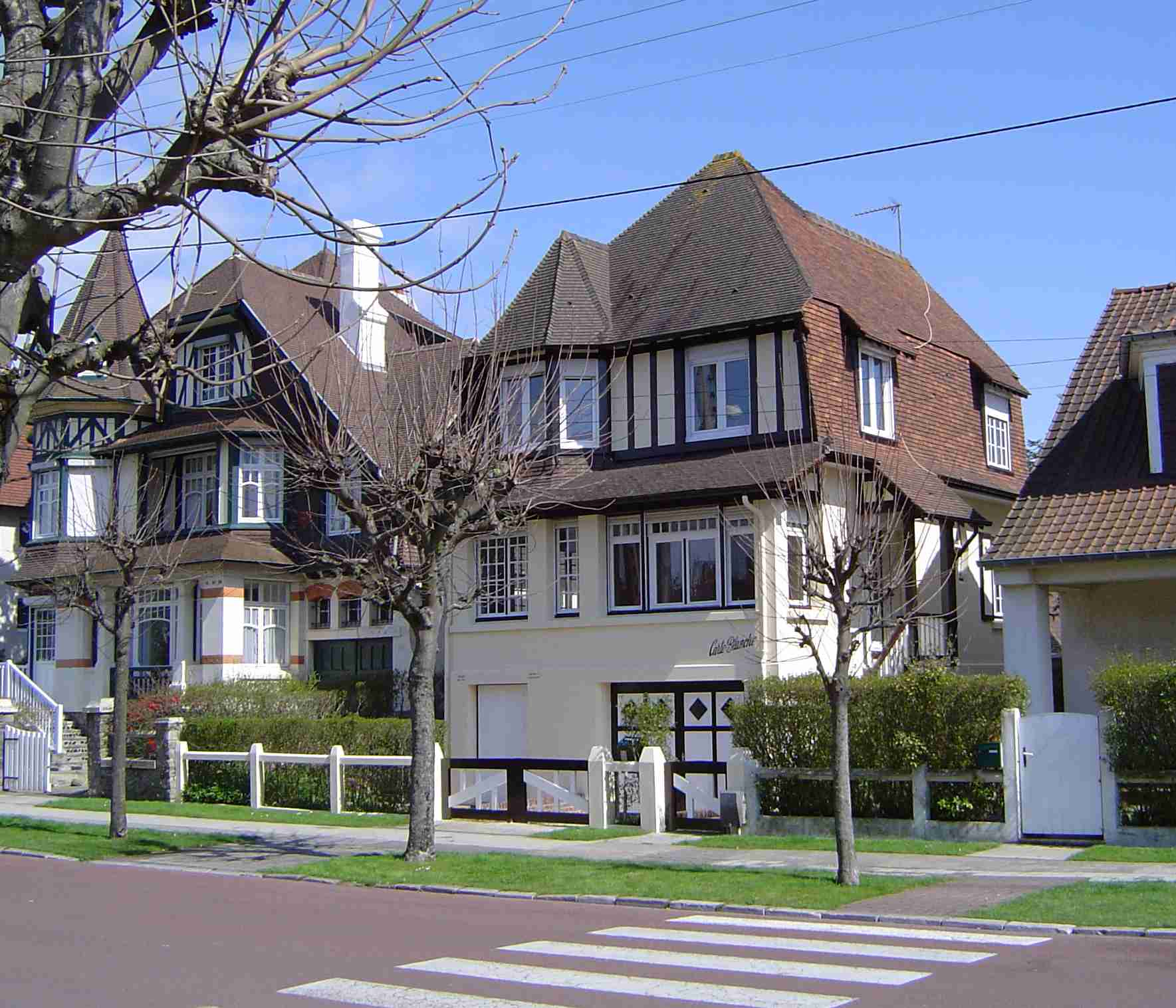
Villas Butterfly et Carte Blanche.

- no 45 - villa Roi d’Ys[8],[20], construite en 1900[I 2]. sur les plans de l’architecte Anatole Bienaimé[21]. Cette villa est typique de son style : le bois est plaqué sur la construction et ne fait pas partie de sa structure[b 1]. Cette villa est recensée à l'inventaire général du patrimoine culturel de la France[22].
- no 47 (lot 573) - les villas Daloz construites en 1994[I 3], ensemble de trois bâtiments construits à l'emplacement des ateliers de dessin de l'architecte Louis Quételart :
  - Les Érables[8] (accès 47, boulevard Daloz) ;
  - Les Merisiers[8] (accès 66, avenue Raymond-Lens) ;
  - Les Noisetiers[8] (accès 94, avenue Raymond-Lens) ;
- no 49 (lot 324) - villa Butterfly[8],[23], construite dans les années 1920, sur les plans de l’architecte Louis Raquet (d’Amiens) et réalisée par l'entrepreneur Julien Goffaux[24]. Cette villa est recensée à l'inventaire général du patrimoine culturel de la France[25].
- no 51 (lot 323) - villa Carte Blanche[8], construite en 1927 sur les plans de l'architecte Jean Boissel et construite par l'entrepreneur Delcourt[24]. Cette villa initialement peinte en rose portait le nom Le Diamant rose en souvenir de l'affaire du diamant rose des Condé, volé au château de Chantilly le 12 octobre 1926[26],[27],[28]. La partie démolie lors du bombardement du 10 juin 1944, a été reconstruite, et la villa a pris ensuite le nom actuel.
- no 53 (lot 322) - villa Belles Rives[8], précédemment Jacma, construite au début des années 1960, repeinte en 2022.

### Intersection avec l'avenue de la Paix

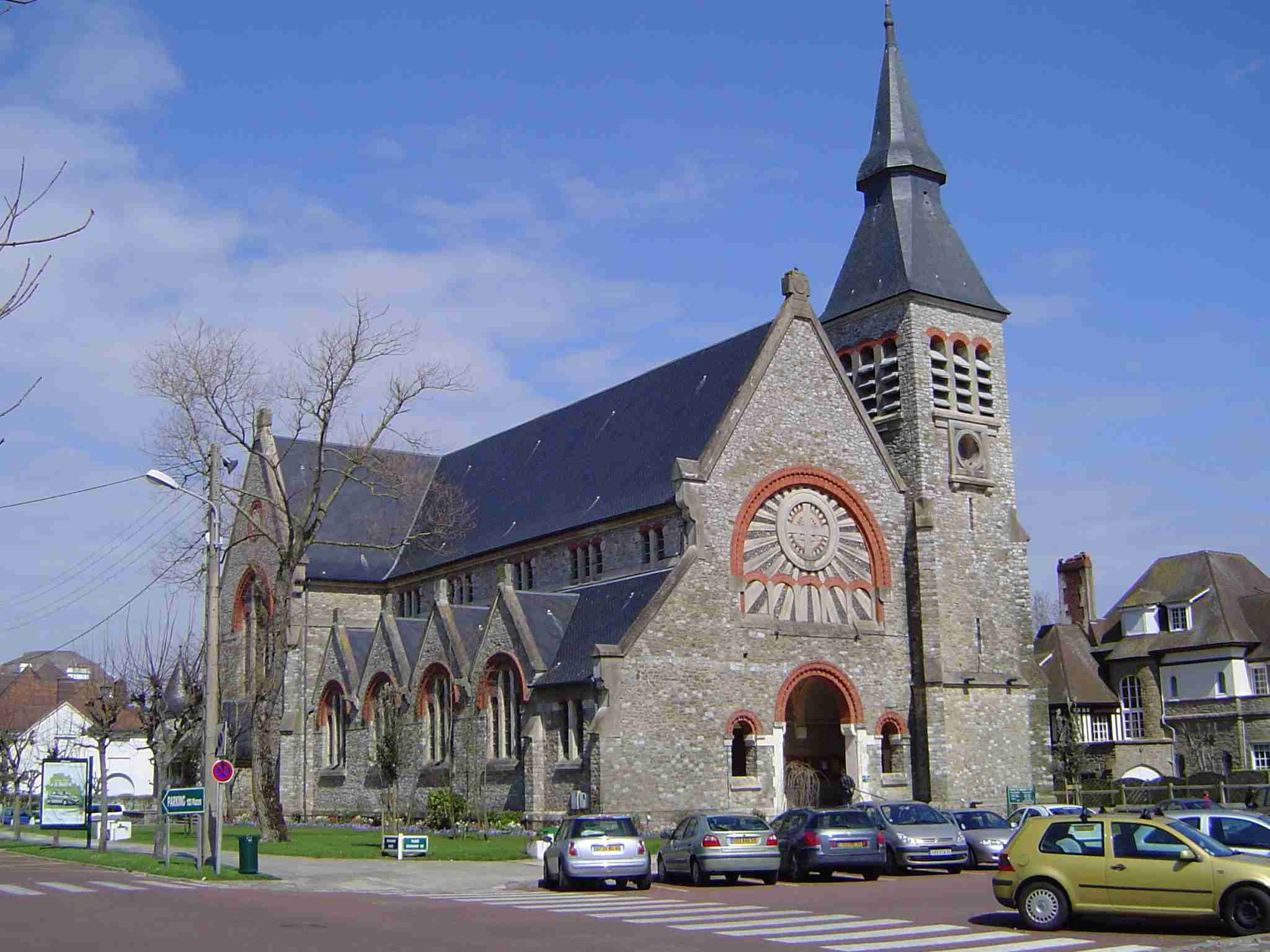
L'église Sainte-Jeanne-d'Arc, face à l'hôtel de ville.

(lot 321) : l'église Sainte-Jeanne-d'Arc dont les travaux ont démarré le 5 avril 1910 sur les plans de l'architecte Lucien Viraut. Le terrain, sur lequel sera aussi construit par la suite l'hôtel de ville, couvre une superficie de 2 405 m2. Elle est ouverte au culte le 14 juillet 1911 et le 13 août 1911, l'abbé Deligny, curé de la paroisse, concélèbre la messe inaugurale avec Émile-Louis-Cornil Lobbedey, évêque d'Arras. Le patronyme de sainte Jeanne-d'Arc avait été proposé par de généreuses dames anglaises qui voulaient exprimer les regrets des catholiques anglais d'avoir brûlé la sainte française. Il convient de noter que cette église fut la première église consacrée à Jeanne d'Arc en France. La cloche « Clotilde-Marie » a été posée le 11 août 1912. De nombreux fers forgés de Lambert Rucki (1888-1967) sont conservés dans le chœur. Les vitraux sont, en partie, l’œuvre du maître-verrier Jacques Le Chevalier. Cette église est recensée à l'inventaire général du patrimoine culturel de la France. L'orgue d'origine avait été réalisé en 1925 par le facteur Cavaillé-Coll-Convers. Ne pouvant pas être réparé, la municipalité a décidé de répondre en 2006 au vœu exprimé tant par les mélomanes sur le plan culturel que par les paroissiens sur le plan cultuel en s'engageant dans la création d'un nouvel orgue. Doté de 37 jeux répartis sur trois claviers, ce grand orgue Pascal Quoirin est l'un des instruments les plus importants de la région, il permet l'interprétation d'un très large répertoire allant de la Renaissance à nos jours. Il a été inauguré le 28 septembre 2008 par Olivier Latry, titulaire du grand orgue de Notre-Dame de Paris.

### Intersection avec l'avenue Édouard VII
(Lot 314) - l'hôtel de ville est construit en 1931 sur les plans des architectes Louis Debrouwer et Pierre Drobecq. La maçonnerie est en matériaux de la région : pierres provenant des communes de Baincthun et d'Hydrequent. La hauteur du beffroi est de 38 mètres. Il contient une horloge monumentale équipée de carillons qui sonnent, depuis 1931, les quarts et les demies. L'hôtel de ville est inscrit au titre des monuments historiques depuis le 12 mai 1997.

### Intersection avec l'avenue des Oyats
- no 55 (lot 309) - villa construite en 1956[I 4],[DVF 2] dont le nom Siroune a été effacé. Son entrée est située avenue des Oyats.
- no 57 et 57bis - une même construction construite en 1920[I 5] :
  - 57 (lot 308) - villa Christian[DVF 3].
  - 57 bis (lot 307) - villa Les Glycines. Ces deux noms ne sont plus visibles en 2023.
- no 59 et 59 bis - une construction, copie de la précédente, construite en 1928[I 6] :
  - 59 (lot 306) - villa Relaxe[8],[DVF 2] ;
  - 59 Bis (lot 305) - villa Mickey Mouse[8].
- no 61 (lot 304) - le nom Rêve de mai de cette villa a été effacé sur le pignon côté avenue de Montreuil, lors des derniers travaux de peinture.

### Intersection avec l'avenue de Montreuil
- no 63 (lot 295) - villa Vert gazon[8] dont l'entrée est située au no 36 avenue de Montreuil.
- no 65 (lot 294) - villa dont le nom Intimité n'est plus visible en 2023.
- no 67 (lot 293) - villa construite sur les plans de l'architecte Fernand Buisset et anciennement nommée La Rabouillère[34].
- no 69 (lot 292) (entrée au 39, avenue Dorothée) - villa Chanterive[8]. Elle a été construite sur les plans de l'architecte Arsène Bical[35] en 1923[36],[DVF 2].

### Intersection avec l'avenue Dorothée
- no 71-73 (lot 287) - (entrée 38, avenue Dorothée). Cet important terrain de 1 853 m2 comprend une très importante maison La Boisserie[DVF 4]. Permis de construire du 4 avril 2023 pour une extension de l'habitation avec réhabilitationde l'annexe et création d'une piscine. Travaux en cours en 2024.
- no 75 (lot 286) - villa construite sur les plans de l'architecte Léon Saxer[37], nommée à l'époque Chimère.
- no 77 (lot 285) - villa Pignon 2[8].
- no 79 (lot 284) - villa anciennement nommée Petite fleur remplacée par une villa construite au XXIe siècle, accès au garage depuis l'avenue de l'Atlantique.

### Intersection avec le rond-point Édouard-Bonduel
- no 81 (lot ) - villa anciennement nommée Papachou[DVF 5].
- no 83 (lot ) -
- no 85 (lot ) - villa Cauries[8].

## Constructions du côté pair

### Rond-point
- no 2 (lot 31) - villa Cendrillon[8],[DVF 2], construite en 1927 sur les plans de l’architecte Louis Quételart par l'entreprise P. Bataille & Fils[38]. Cette villa est recensée à l'inventaire général du patrimoine culturel de la France[39]. Permis de construire du 2 septembre 2021 pour extension de l'habitation.

- no 4 (lot 32) - villa Sylwidie[8] construite en 1928[I 7].
- no 6 (lot 33) - villa La Touque[8],[40].
- no 8 (lot 34) - villa Bambi[8].
- no 10 (lot 35) - villa Chantalou[8] dont la toiture a été refaite dans les années 2020 conformément aux recommandations de la Fondation du patrimoine.
- no 12 (lot 36) - villa dont le nom Mamirène a disparu lors de travaux de peinture.
- no 14 (lot 37) - villa d'une architecture spécifique à un quartier du Touquet : toit en pente descendant jusqu'au sol. Elle porte les armes du Touquet sur la façade. Elle a été rénovée en 2022.
- no 16 (lot 38) - ancien jardin de la ville[DVF 2]. Faisant suite au permis de construire du 26 septembre 2023 : construction d'une villa sur les plans de l'architecte Alain Demarquette, une villa est en construction en 2025.

## Intersection avec la rue Joseph-Duboc
- no 18 (lot 320) - villa Le Bercail[8], construite sur les plans de l'architecte Fernand Buisset[41].
- no 20 (lot 322) - villa dont la façade est recouverte de briques.
- no 22 (lot 46) - villa construite sur les plans des architectes Pierre Krick et Pierre Darroquy[42] dans les années 1950[43].

## Intersection avec la rue d'Étaples
- no 24-26 (lot 347, entrée au 76 rue d'Étaples) - résidence Le Louxor[8], ensemble d'appartements en copropriété[44].
- no 28-30 (lots 159 et 160) : grosse maison ancienne, scindée en deux lots dont les noms étaient Sabretache et Doucement.
- no 32 (lot 163) - villa La Bassure[8].

## Intersection avec la rue Léon-Garet
- no 34-42 (lots 164 et 170) - cours de récréation de l'école Antoine-de-Saint-Exupéry, dont le bâtiment principal (avec l'entrée) est situé rue de Moscou. Les jardins de l'école ont été créés en 1944 à la place des villas Bordeighera, Armenonville et à l'angle Beau Site[f 1].

## Intersection avec la rue de Bruxelles
- no 44 (lot 171) - villa Wallonne[8], construite dans les années 1910, sur les plans de l’architecte Aimé Delarue (d’Amiens) et réalisée par l'entreprise Pentier Frères[45], repeinte en 2025. Le soubassement, relativement haut, a été réalisé en pierre de Baincthun. Les façades et la toiture sont inscrites à l'inventaire des monuments historiques depuis le 12 août 1998[46].
- no 46 et 48 (lot 177) - Les deux perles : Perle Grise[8] au no 46 et Perle Rose[8] au no 48[47].
- no 50-58 (50 lot 179, 52 lot 384, 54 lot 182, 56 lot 183, 58 lot 184) - ensemble de maisons,[48] (Calypso[49],[a], Junon[8], Cérès[8], Cybèle[8], Diane[8]) construites par l'entreprise Charbonnier[51]. Au no 50, commerce Brocantine en rez-de-chaussée.
Ces constructions reposent sur la même architecture : balcon en pierre au premier étage, balcon en bois au second étage, damier blanc/brique en façade et sur le demi-cercle sous la toiture. On retrouve la même architecture pour la villa Beatrix de la rue Saint-Amand.
Les évolutions dues aux changements de propriétaires, les rénovations successives, les intempéries... ont amené bien des modifications des façades de ces bâtiments. On note ainsi qu'entre une carte postale du début du XXe siècle et une photographie des années 2000, la plupart des balcons en bois avaient disparu. Ces bâtiments ont été rénovés au début du XXIe siècle et des balcons en bois, identiques à ceux d'origine ont été posés ; celui de la villa Beatrix, rue Saint-Amand, a été posé en juillet 2023.

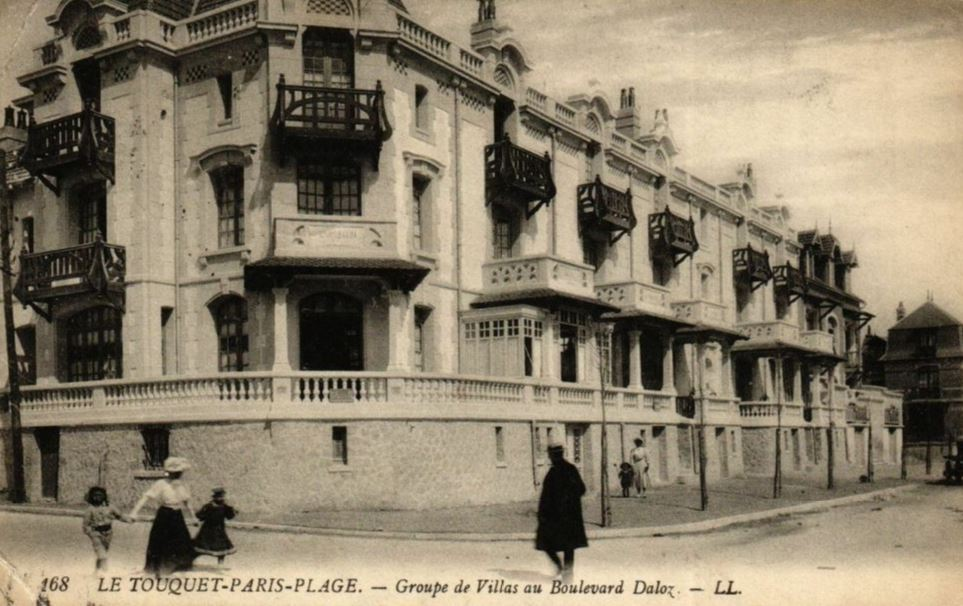
Boulevard Daloz (à l'origine).
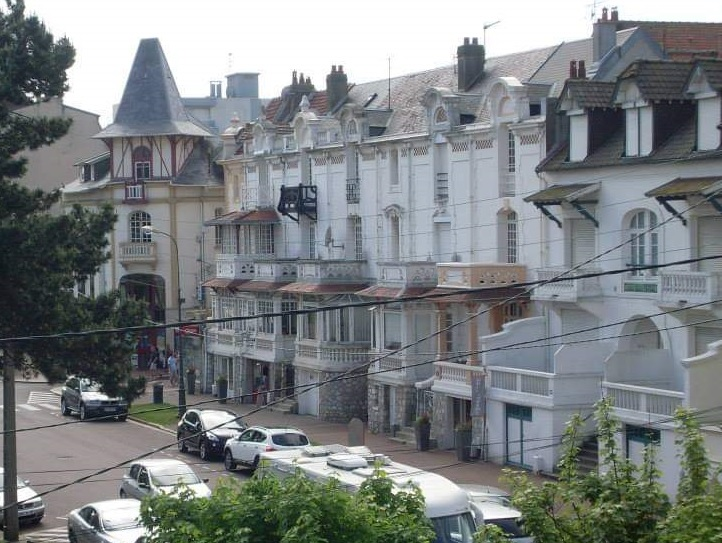
Boulevard Daloz (année 2000).
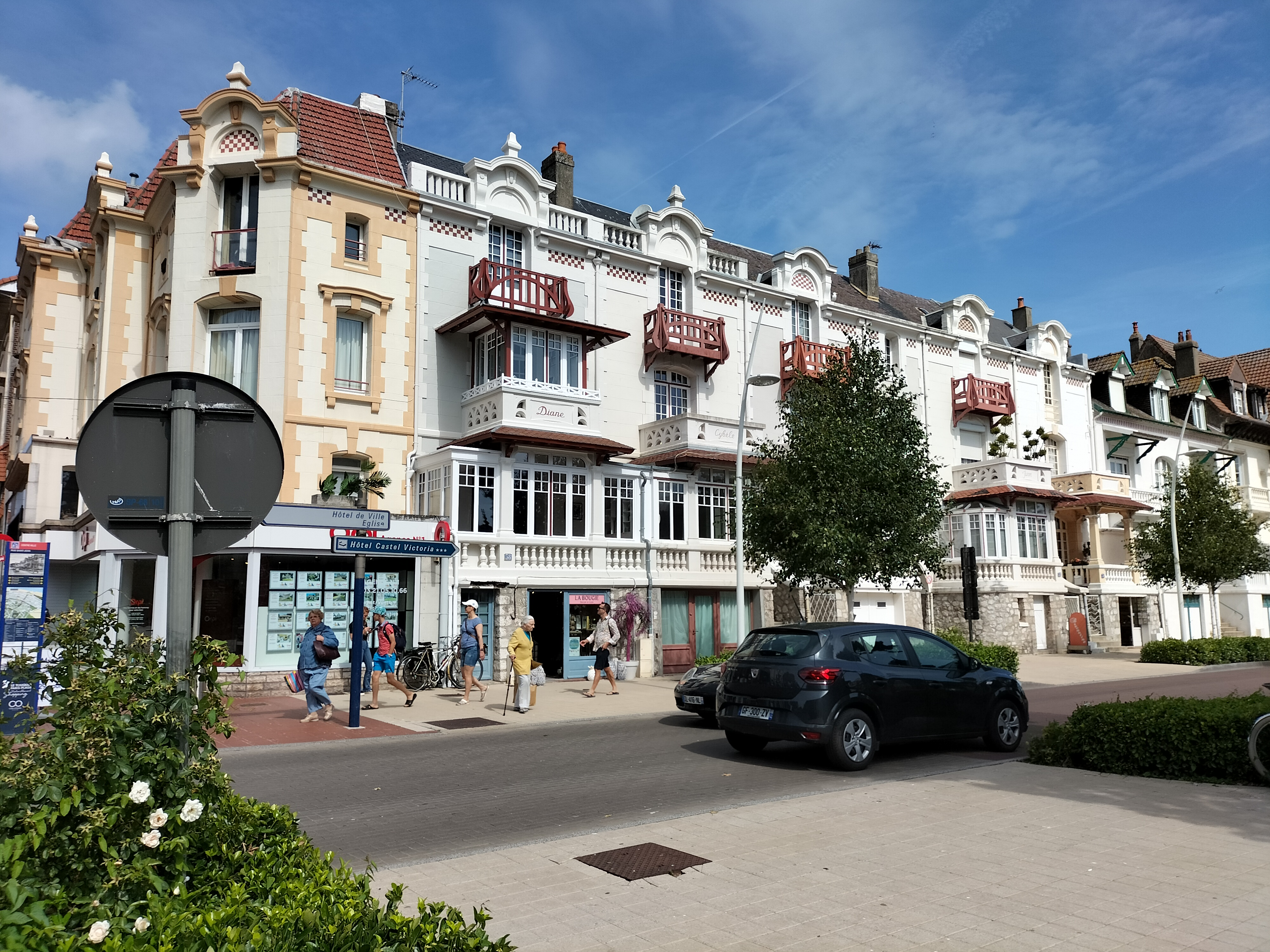
Boulevard Daloz (année 2023).
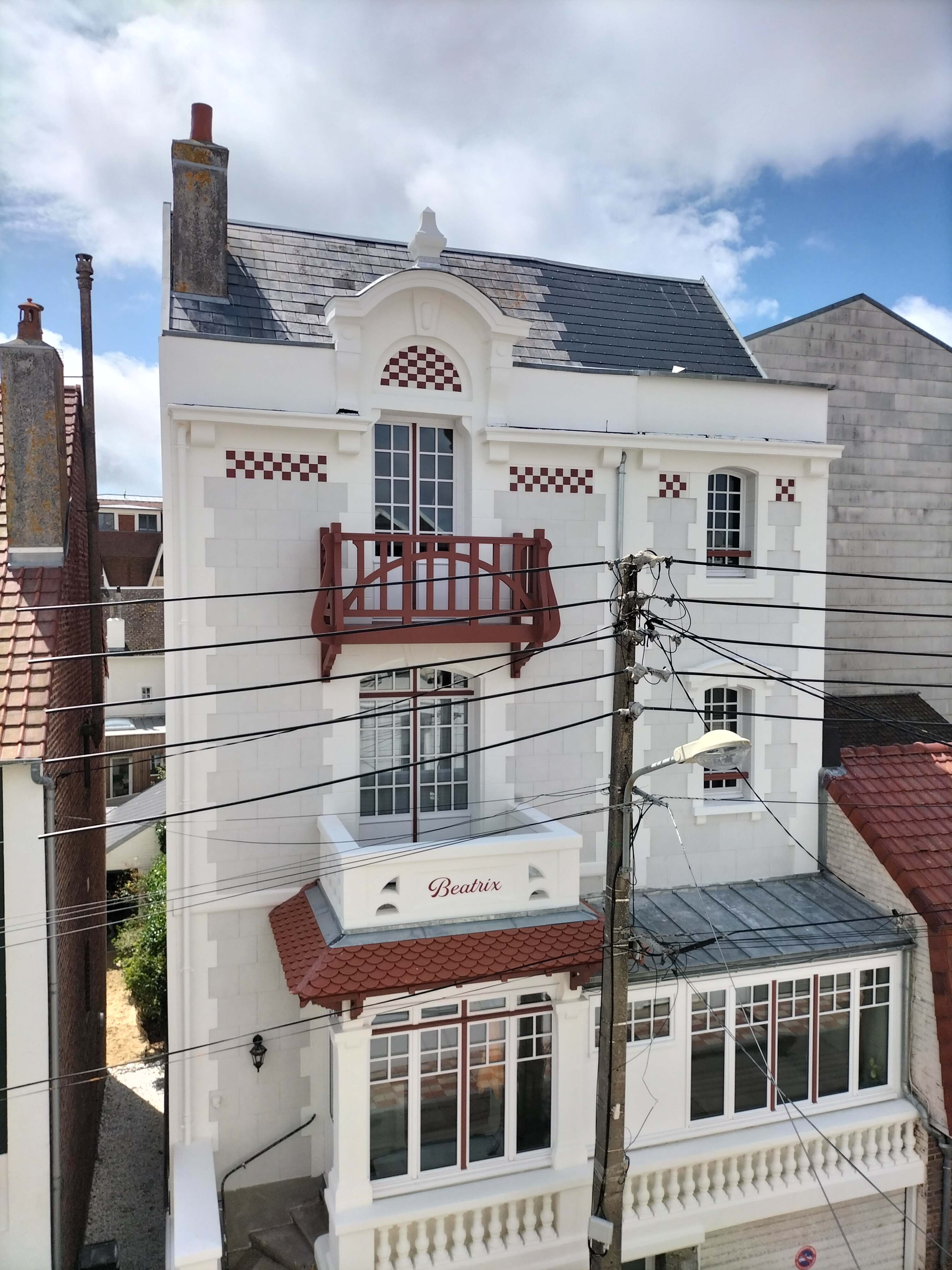
Rue Saint-Amand (année 2023).

- no 60 (lot 185) - petit immeuble dont l'entrée est située au no 91 rue Saint-Jean. Au rez-de-chaussée, agence immobilière ORPI, précédemment commerce de chaussures Diana.

## Intersection avec la rue Saint-Jean
- no 62 (lot 94) - au rez-de-chaussée Crédit Mutuel qui a remplacé les commerces Nelly et Ascott Bar.
- no 64 (lot 95) - au rez-de-chaussée, la galerie d'art Birdie Gallery installée depuis 2017[52] expose des œuvres du peintre et sculpteur Alain Godon[53]. Ce commerce a succédé au magasin de vêtements Citadine[54].
- no 64 bis (lot 96) - au rez-de-chaussée, commerce de vêtements femme Ronde en couleurs qui a succédé au commerce Couleurs en 2022[55]. Auparavant Samor Citadine (1990-2014)[56].
- no 64 ter (lot 97) - au rez-de-chaussée, commerce de vêtements femme Liu-Jo[57]. Auparavant, la libraire Le Bateau-Livre, créée en 1975, était spécialisée dans les livres consacrés à la commune[38].
- no 66 (lot 98) - construction de 1969[I 8]. Au rez-de-chaussée, commerce Liu-Jo en 2023 en remplacement de Rebelqueen installé en 2022[58] et d'une teinturerie dans les années 1980.
- no 66 bis (lot 99) - au rez-de-chaussée, commerce Stock-Outlet depuis 2017[59]. Auparavant Esa (2007-2017) (vêtements)[60], précédemment Sable (vêtements) de 2001 à 2008[61] et un commerce d'antiquités dans les années 1980.
- no 68 (lot 100) - au rez-de-chaussée, commerce Stock-Outlet (auparavant Carmina Boutique depuis 1980 jusque 2014[62])  et un commerce d'antiquités dans les années 1980.
- no 68 bis (lot 381) - au rez-de-Chaussée, commerce La Réserve[63].
- no 70 (lots 102 à 106) - entrée de la résidence Le Victory[8]. Au rez-de-chaussée, commerce La Réserve[64], depuis 2023 commerce Jeanne[65] en remplacement de la boutique du cannabis CBD installée en 2022. Auparavant 70 D'Aloz[66] et avant Devernois[67] et avant Les Sablons (2010[68].)
- no 72 (lot 106) - au rez-de-chaussée, commerce Royal Dentelle[69].

## Intersection avec la rue Saint-Louis
- no 74-76 - Résidence Ambassadeur[8], construite au début des années 1970 en remplacement de deux villas nommées La Résidence et Babiole. Cette résidence a fait la une des journaux lorsque les carreaux de sa façade se sont disloqués petit à petit après la construction, puis lorsqu'un balcon s'est effondré en 2017[70].

## Intersection avec la rue Raymond-Lens

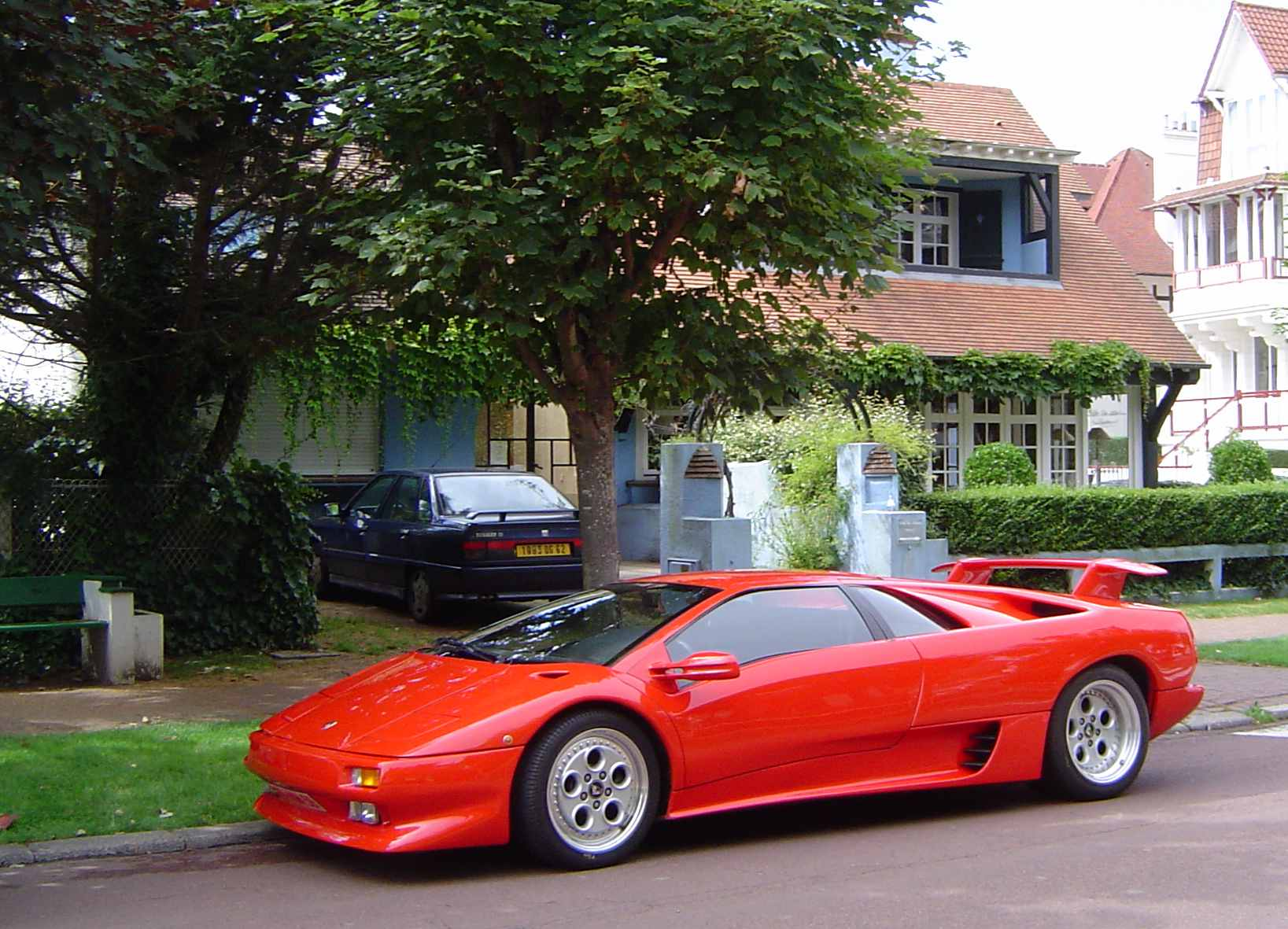
Les Mutins, siège historique du cabinet de Louis Quételart.

- no 78 - villa Les Mutins, construite en 1925 sur les plans de l’architecte Louis Quételart pour lui-même, par l'entreprise P. Bataille & Fils[71]. Ce fut sa seconde habitation principale (après la villa Pomme d'Api) et son agence. Cette villa est caractéristique du style Quételart par ses deux pignons accolés. Ces deux pignons forment, du côté de la rue Raymond Lens, un « M » qui sera le logo du cabinet de Louis Quételart. Dans les années 2000, cette villa a retrouvé sa couleur bleue d'origine. Les façades et la toiture sont inscrites à l'inventaire des monuments historiques depuis le 12 août 1998[72]. Les descendants de Louis Quételart, les architectes Frédéric et Louis-Richard Quételart  ont longtemps partagé cette villa avec la boutique « Flament, home interiors »[71].
- no 82 - villa anciennement nommée Amata.
- no 84 - villa Les Trois Cailloux[8] construite en 1933 sur les plans de l'architecte Louis Quételart[73],[74] par l'entreprise Delcourt Frères[75].

## Intersection avec la rue Saint-Amand
- anciennement no 86 et no 88 (entrée au 66, rue Saint-Amand - villa Spontini[8] construite en 1991[I 7]. Précédemment à cette construction, les villas Coppelia et La Dunette avaient été construites après guerre, elles-mêmes construites à la place des trois villas Coppélia, Parsifal et Hérodiade détruites par le bombardement du 10 juin 1944.

## Intersection avec la rue de la Paix
- no 90-92 - villa Sainte-Suzanne dont une entrée se situe au no 68, rue de la Paix. Cette villa a été aménagée en appartements en 2020 et rebaptisée villa Suzanne[8].
- no 96 - villa anciennement nommée La Belote.
- no 98 - villa anciennement nommée L'Ouba.
- no 100 - presbytère[8] de la paroisse. Ce bâtiment est la propriété de l'association diocésaine d'Arras [76].
- no 102 - villa La Joliette[8]. Elle dispose d'une autre entrée, au 54, rue Jean-Monnet. Villa mise à la vente en 2025.

## Intersection avec la rue Jean-Monnet
- no 104 - villa Rosemer[8], dont l'entrée est située au no 54, rue Jean-Monnet).
- no 106 - la villa Blanche de Castille, construite en 1960[I 8]. est démolie en 2022. Une nouvelle villa est construite en 2023-2024.
- no 108 - villa anciennement nommée Beauregard.
- no 110 - villa anciennement nommée Marleine.
- no 112 - villa anciennement nommée Mied. Cette villa dispose d'une autre entrée, rue des Oyats.

## Intersection avec la rue des Oyats
- no 116 - la villa dispose d'une autre entrée rue des Oyats.
- no 120 - villa Le Cèdre bleu[8].
- no 122 - villa Les Monédières[8] repérable de loin pour sa grande cheminée blanche.
- no 124 - villa Twig[8] (anciennement Kim).
- no 126 - la villa dispose d'une autre entrée, 71 rue de Montreuil.

## Intersection avec la rue de Montreuil
- no 130 - villa dont l'entrée est située au no 68 rue de Montreuil.
- no 132 - villa (récente) Schuss[8]. Permis de construire du 23 novembre 2023 pour extension, sur les plans de l'architecte Alain Demarquette.
- no 134 - villa Chaume[8] construite sur les plans de l'architecte Louis Quételart. Elle est notoire pour son toit en chaume.
- no 136 - la villa nommée Clarence a été remplacée par une nouvelle villa au XXIe siècle[DVF 2].

## Intersection avec la rue Dorothée
- no 142 - villa dont l'entrée est située rue Dorothée, la façade est recouverte d'un placage de pierres.
- no 144 - villa
- no 146 - villa Nine[8] construite sur les plans de l'architecte Louis Quételart en 1913-1914[77].
- no 150 (entrée au 41, rue du Sémaphore) - villa Airshot.

## Intersection avec la rue du Sémaphore
- no 152 - villa dont l'entrée est rue du Sémaphore, permis de construire pour une extension, le 3 mai 2024.
- no 154 - importante construction scindée en deux villas identiques : Stella Maris[8] (à l'abandon en 2024) et Atlantico[8] dont l'entrée est située 37, avenue de l'Atlantique.

## Intersection avec le rond-point Édouard-Bonduel
- no 156 - deux villas précédemment nommées Sainte Godeleine et Duchesse Anne dont l'une est rebaptisée L'Aziza et a son entrée au no 37 rue du Sémaphore, l'autre a son entrée 38, avenue de l'Atlantique.
- no 158 - villa anciennement nommée Clairval.
- no 160 - villa Génépi[8], couverte d'un toit de chaume.

## Pour approfondir